# Саратога (филм)
„Саратога“ (на английски: Saratoga) е американска романтична комедия от 1937 г. на режисьора Джак Конуей, по сценарий на Анита Лус и Робърт Хопкинс. Във филма участват Кларк Гейбъл и Джийн Харлоу (в тяхното шесто и последно сътрудничество), както и Лайънъл Баримор, Франк Морган, Уолтър Пиджън, Хати Макданиел и Маргарет Хамилтън.
Джийн Харлоу умира преди приключването на снимките, и филмът завършен с помощта на заместник. „Саратога“ е най-успешният филм на MGM от 1937 г. и става най-високобюджетният филм от кариерата на Харлоу.